# Донован Мичел
Донован Мичел Млађи (енгл. Donovan Mitchell Jr.; Елмсфорд, Њујорк, 7. септембар 1996) амерички је кошаркаш. Игра на позицији бека, а тренутно наступа за Кливленд кавалирсе.

## Успеси

### Појединачни
- НБА ол-стар меч (6): 2020, 2021, 2022, 2023, 2024, 2025.
- Идеални тим НБА — прва постава (1): 2024/25.
- Идеални тим НБА — друга постава (1): 2022/23.
- Победник НБА такмичења у закуцавању (1): 2018.
- Победник НБА такмичења у вештинама (1): 2025.
- Идеални тим новајлија НБА — прва постава: 2017/18.